# Alishan-Waldbahn

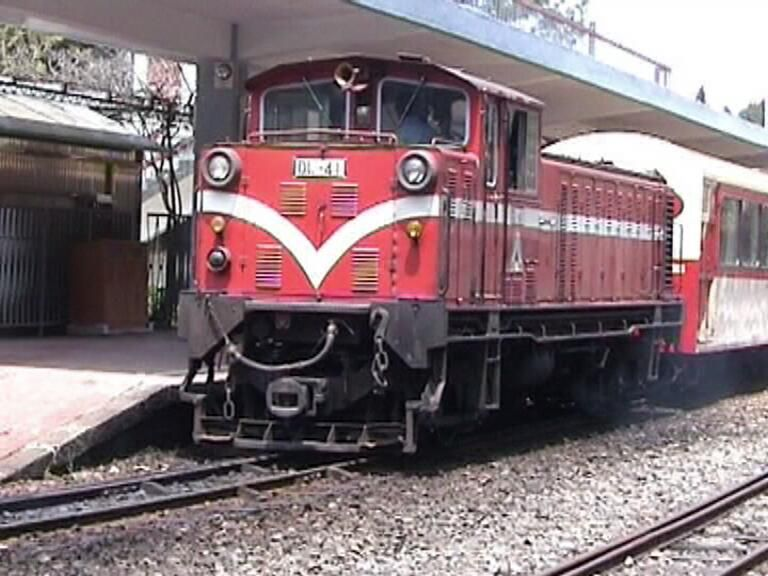
Diesellok DL 41 der Alishan-Waldbahn

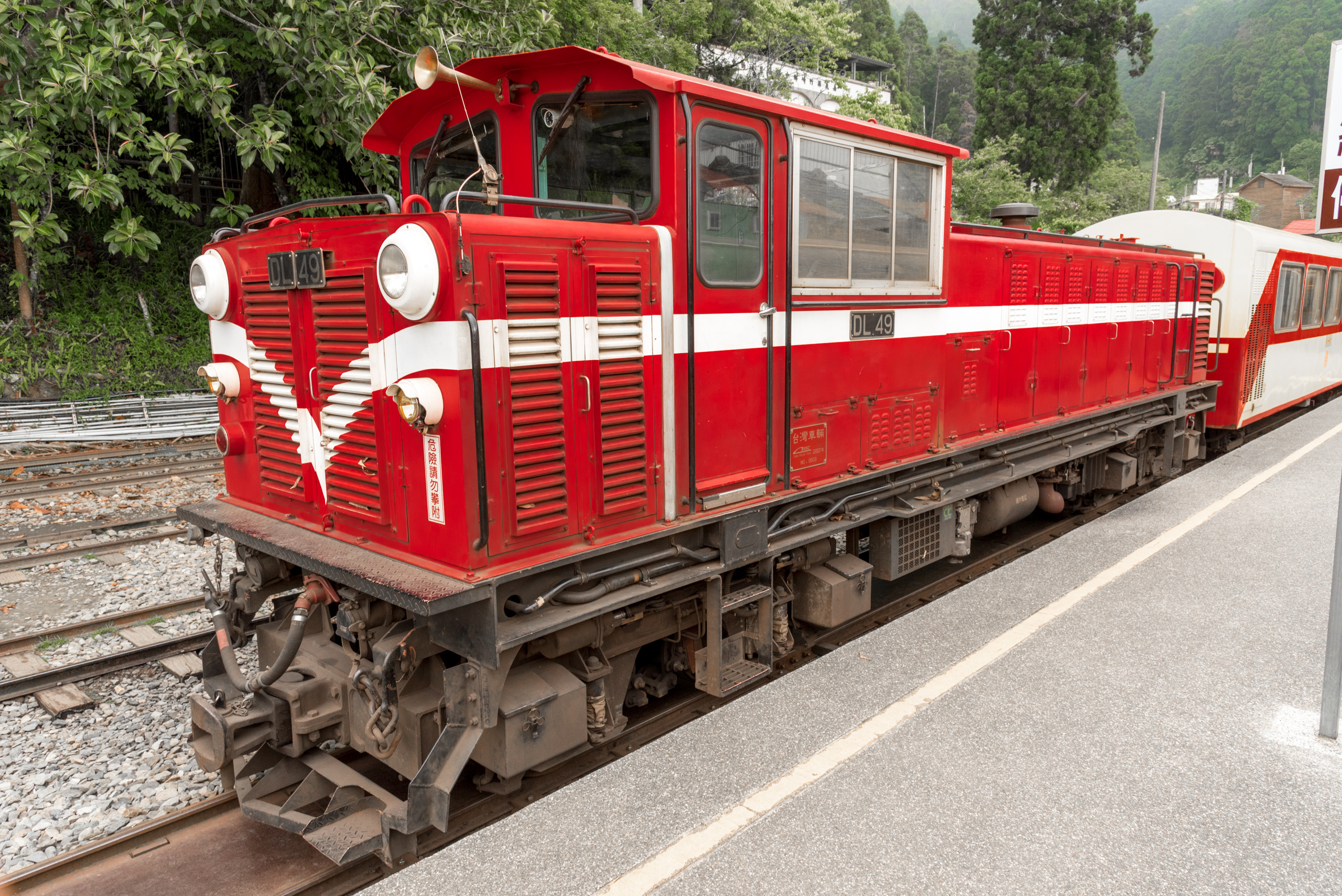
Diesellok DL49 im Bahnhof von Fenchihu

Strecke der Alishan-Waldbahn im taiwanischen Eisenbahnnetz

Die Alishan-Waldbahn (chinesisch 阿里山森林鐵路, englisch Alishan Forest Railway) ist eine schmalspurige Waldbahn in Taiwan von Chiayi in die Berglandgemeinde Alishan mit dem gleichnamigen Gebirge. Sie hat eine Streckenlänge von rund 86 km. Das längste Teilstück führt von Chiayi im westtaiwanesischen Tiefland (Seehöhe 30 m) hinauf bis in die Bergregion des Alishan-Gebirges in 2.274 Meter Höhe. Als herausragende Besonderheit gilt, dass es sich um eine reine Adhäsionsbahn handelt, dass also auch auf den steilsten Streckenabschnitten keine Zahnrad- oder Zahnstangentechnik verwendet wird.
Die Bahn hat eine Spurweite von 762 mm. Sie wurde während der Zeit der japanischen Herrschaft über Taiwan (1895–1945) von der Regierung in den Jahren ab 1912 gebaut. Sie diente vorrangig im Güterverkehr dem Transport von Stämmen der auf dem Gipfel wachsenden – teilweise über 5000 Jahre alten – Zypressen (Red Cyprus) hinunter ins Tal. Von dort wurden die Stämme per Schiff weiter nach Japan transportiert, um daraus – sehr teure – Möbel herzustellen.

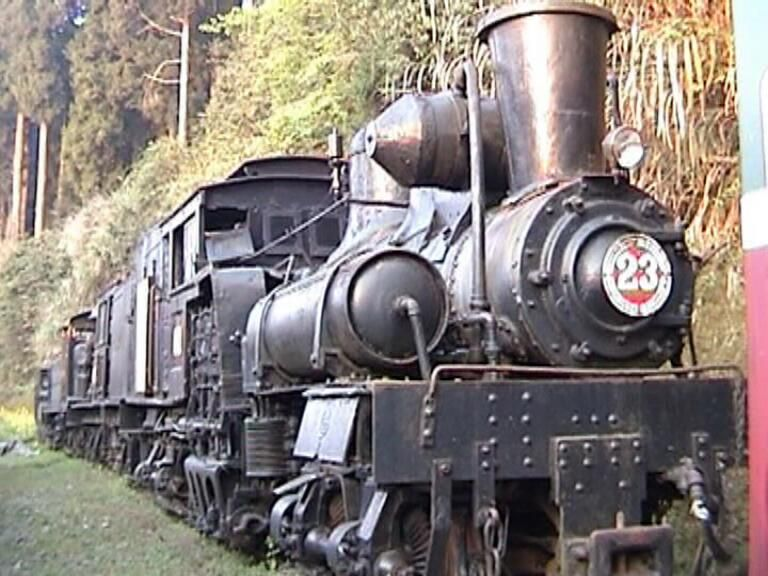
Shay-Lokomotive Nr. 23, Alishan-Waldbahn

Heute befördert die kleine Bahn vorwiegend Touristen aus Taiwan und Japan von der subtropischen Zone (Chiayi 30 m) durch gemäßigtes Klima hinauf in die kühle – alpine – Region des Bergs „Ali“ („Heiliger Berg“).

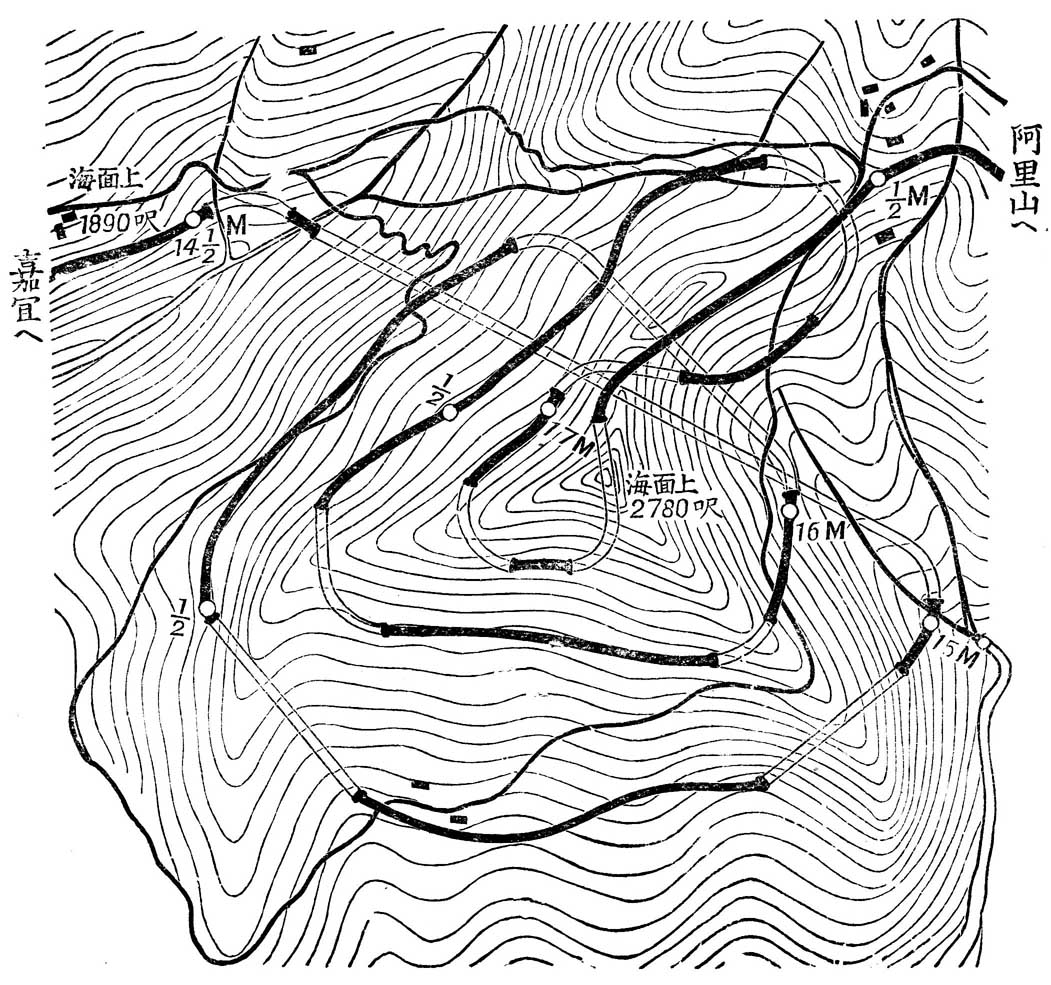
Komplexe Streckenführung im Mittelbereich

Eine Besonderheit dieser Bahn ist die Streckenführung im mittleren Bereich, welche sich in Spiralen an den steilen Berghängen hinaufschraubt.
Nachdem die Bahn jahrzehntelang den Forstbehörden unterstand und auch von diesen betrieben wurde, pachtete im Jahre 2008 die „HungTu AliShan International Co., Ltd“ (ein ursprünglich im Bauwesen tätiger Konzern) die Anlagen und Fahrzeuge für 50 Jahre und versuchte, auch durch den Betrieb von Hotels ein Tourismusangebot „aus einer Hand“ zu bieten. Durch den Wechsel von staatlicher Obhut auf privatwirtschaftlichen Betrieb entstanden aber neue Probleme, so war durch neue Vorschriften beispielsweise kein Dampflokbetrieb möglich. Seit 2010 untersteht die Bahn wieder der staatlichen Forstverwaltung.

## Fahrzeugeinsatz
Betrieben werden die Züge mit kleinen Diesellokomotiven mit Stangenantrieb von Mitsubishi, die eigens für diesen Betrieb hergestellt wurden und teilweise mit Cummins-Dieselmotoren von ca. 750 PS ausgerüstet sind. Auf den unteren Streckenabschnitten kommen Lokomotiven mit 18 bis 25 t Gesamtgewicht zum Einsatz, die höhergelegenen Abschnitte werden mit 29-t-Loks bedient.
Weiterhin existieren neben etlichen abgestellten Dampflokomotiven (Shay-Lokomotiven, gebaut vom amerikanischen Unternehmen LIMA Locomotive Works in Ohio) noch zwei betriebsfähige Dampflokomotiven mit den Nummern 26 und 31, die 2008 von Kohle- auf Ölfeuerung umgestellt wurden. Grund für den Umbau war die Brandgefahr durch Funkenflug bei Kohlefeuerung, die einen nicht mehr vertretbaren Aufwand bedingte. Die umgebauten Loks sind jedoch nicht mehr im Regelbetrieb anzutreffen und können aufgrund des sehr geringen Brennstoffvorrates von lediglich 500 ltr. Dieselöl technisch nicht mehr als alleiniges Zugfahrzeug auf Strecke eingesetzt werden (in Zeiten der Kohletraktion war auf jeder Zwischenstation eine Möglichkeit zum Nachfüllen von Kohle und Wasser vorhanden). Der bereits genannte Betreiberwechsel im Jahre 2008 brachte etliche regulative Änderungen mit sich, so dass derzeit unklar ist, wann eine oder beide betriebsfähigen Loks überhaupt wieder angeheizt werden – Lok 31 stand im April 2009 im Betriebshof Alishan und war seit fast einem Jahr nicht mehr bewegt worden.

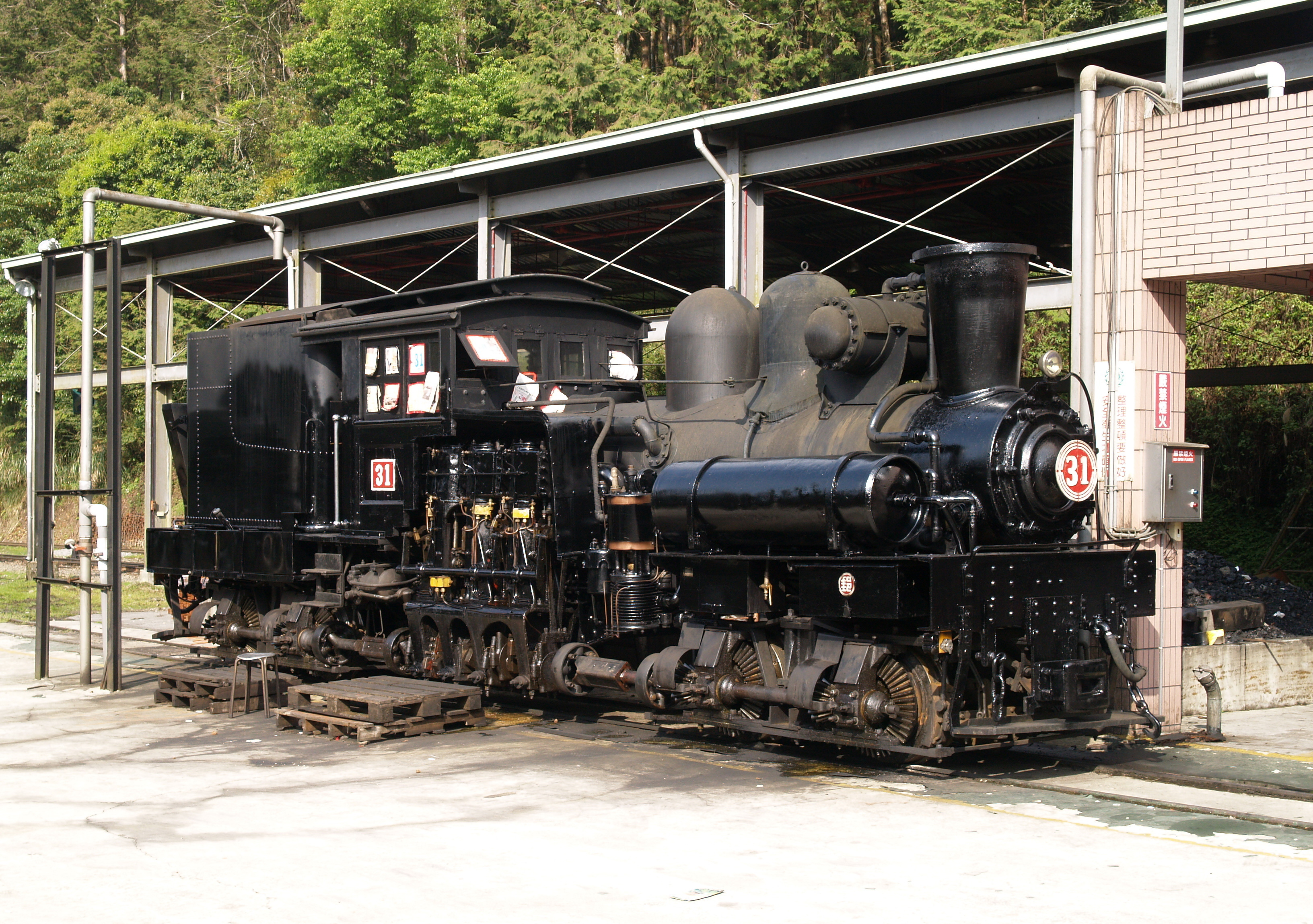
Abgestellte Lok 31, am 8. April 2009 im Betriebshof Alishan aufgenommen

Das schwere Erdbeben im Jahre 1999 zerstörte nicht nur den erst kurz zuvor errichteten „Neuen Bahnhof Alishan“, sondern auch einige Streckenteile im oberen Bereich des Alishan-Gebirges, wie Teile des etwa 8 km langen Abschnitts von der Station Alishan zum durch das Erdbeben ebenfalls zerstörten Affenfelsen. Instandsetzungsarbeiten sind dauernd im Gange.

## Taifun im August 2009
Nach dem schweren Taifun im August 2009 war die Strecke von Chiayi nach Alishan nicht durchgehend befahrbar, sondern durch einen Bergrutsch auf ca. 530 m Höhe über NN unterbrochen. Bis 2015 wurdet die Strecke vom Bahnhof Chiayi bis zum Bahnhof Fenchihu wiederhergestellt. Von dort fuhren Shuttle-Busse den restlichen Weg in das Alishan-Gebirge. Am 6. Juli 2024 wurde die restliche Strecke bis nach Alishan wieder in Betrieb genommen.

## Unfälle
Am 1. März 2003 entgleiste auf einer Brücke ein Personenzug. Dabei starben 19 Menschen und über 100 weitere wurden schwer verletzt.